# Гуаньяно
Гуаньяно (итал. Guagnano) — коммуна в Италии, располагается в регионе Апулия, в провинции Лечче.
Население составляет 6075 человек (2008 г.), плотность населения составляет 167 чел./км². Занимает площадь 37 км². Почтовый индекс — 73010. Телефонный код — 0832.
Покровительницей коммуны почитается Пресвятая Богородица (Madonna del Rosario), празднование 7 октября.

## Демография
Динамика населения:

## Администрация коммуны
- Официальный сайт: http://www.comune.guagnano.le.it